# Koordinátavonal
Egy koordináta-rendszer koordinátavonalai olyan görbék, amelyek mentén a koordináták egy kivétellel konstansok. Görbe vonalú koordináta-rendszerekben a lokális bázisvektorok érintőlegesek a koordinátavonalakhoz, és ez alapján számíthatók is. Ha ezek a bázisvektorok mind merőlegesek egymásra, akkor a koordináta-rendszer ortogonális. 

## Definíció R3Descartes-féle koordináta-rendszerében
Legyen {\displaystyle (x_{0};y_{0};z_{0})} pont az {\displaystyle \mathbb {R} ^{3}} térben! Ekkor ez ezen a ponton átmenő koordinátavonalak ezek a görbék:
{\displaystyle {\vec {k}}_{1}(x)={\begin{pmatrix}x\\y_{0}\\z_{0}\end{pmatrix}},x\in \mathbb {R} ,\quad {\vec {k}}_{2}(y)={\begin{pmatrix}x_{0}\\y\\z_{0}\end{pmatrix}},y\in \mathbb {R} ,\quad {\vec {k}}_{3}(z)={\begin{pmatrix}x_{0}\\y_{0}\\z\end{pmatrix}},z\in \mathbb {R} }
ahol két koordináta konstans és a harmadik paraméter.

## Általánosítás
A koordinátavonalak fogalma általánosítható, így rögzíthető néhány koordináta és a többi lehet paraméter. Általánosíthatók más koordináta-rendszerekre, magasabb dimenziókra és más sokaságokra. Görbe vonalú koordináta-rendszerekben koordinátavonalak elfajulhatnak koordinátaszingularitássá.

## Speciális koordináta-rendszerekben
- Descartes-féle koordináta-rendszerekben és affin koordináta-rendszerekben a koordinátavonalak a tengelyekkel párhuzamos egyenesek.
- A {\displaystyle (r,\varphi )} polárkoordinátákkal koordinátázott síkban a koordinátavonalak az origón átmenő egyenesek, illetve az origó közepű körök. Maga az origó egy ponttá elfajult kör: {\displaystyle (r=0):}, és {\displaystyle \varphi } tetszőleges, nem változtatja meg a pozíció.
- A {\displaystyle (r,\varphi ,z)} hengerkoordináta-rendszer koordinátavonalai a z tengelyt merőlegesen metsző egyenesek; a z tengely körüli körök és a z tengellyel párhuzamos síkokban levő körök. A z tengely pontjai elfajult körök.
- A {\displaystyle (r,\varphi ,\theta )} gömbkoordináta-rendszerben a koordinátavonalak az origón átmenő egyenesek, a pólustengely körüli körök (szélességi körök) és az origó körül futó körök közül azok, melyeket a pólustengely elfelez (hosszúsági körök). A pólustengely pontjai elfajult körök, az origó pedig többszörösen ({\displaystyle \varphi } vagy {\displaystyle \theta } tetszőleges).

## Lokális bázisvektorok
Egyenes vonalú koordináta-rendszerekben az egész vektortérnek egységes bázisa van. Görbe vonalú koordináta-rendszerekben minden ponthoz külön bázis rendelhető. A lokális bázisvektorok párhuzamosak a helyi koordinátavonalakkal. Skalárszorzattal kiszámítható a bázisvektorok szöge. A poláris, a henger- és a gömbkoordináta-rendszerek ortogonálisak.
A lokális bázisvektorokkal meghatározható a metrikus tenzor, továbbá az integrálszámításhoz a vonal- a felület- és a térfogatelem. A tenzorszámításban a lokális bázisvektorok kovariánsak, mivel érintőlegesek a koordinátavonalakhoz. A kontravariáns bázisvektorok merőlegesek a koordinátafelületekre.

## Fordítás
Ez a szócikk részben vagy egészben  a   Koordinatenlinie című német Wikipédia-szócikk fordításán alapul.  Az eredeti cikk szerkesztőit annak laptörténete sorolja fel. Ez a jelzés csupán a megfogalmazás eredetét és a szerzői jogokat jelzi, nem szolgál a cikkben szereplő információk forrásmegjelöléseként.